# Lorenzo di Bicci

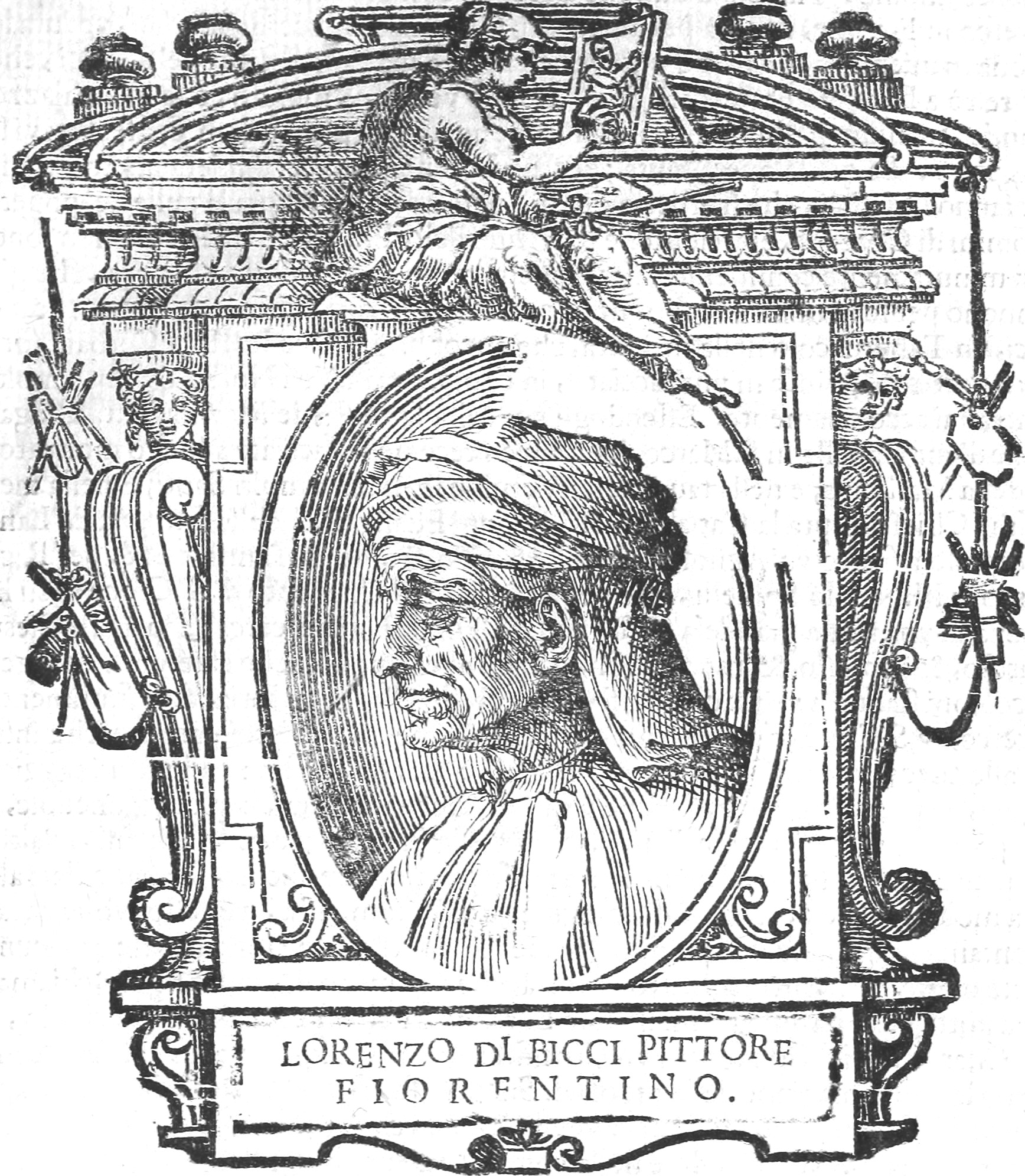
Abbildung des Lorenzo di Bicci in Le vite dei più eccellenti pittori, scultori e architetti des Giorgio Vasari

Lorenzo di Bicci (* um 1350 in Florenz; † 1427 ebenda) war ein italienischer Maler.

## Leben
Lorenzo di Bicci wurde um 1350 in Florenz geboren. Er war der Vater von Bicci di Lorenzo und der Großvater von Neri di Bicci. Erstmals als Maler wurde er 1370 erwähnt. In jungen Jahren arbeitete er mehrfach mit Agnolo Gaddi zusammen, wie bei der Dekorierung der Loggia dei Lanzi (1385). Mit Spinello Aretino und Agnolo Gaddi arbeitete er an den Zeichnungen für vier Marmorstatuen der Apostel an der Fassade des Dom von Florenz (Santa Maria del Fiore), die 1394 von Piero di Giovanni Tedesco fertiggestellt wurden. Die Malarbeiten an den Statuen führte er mit Agnolo Gaddi, Iacopo di Cione, dem Bruder des Orcagna (Andrea di Cione) und Lapo di Corso aus.

## Werke (Auswahl)

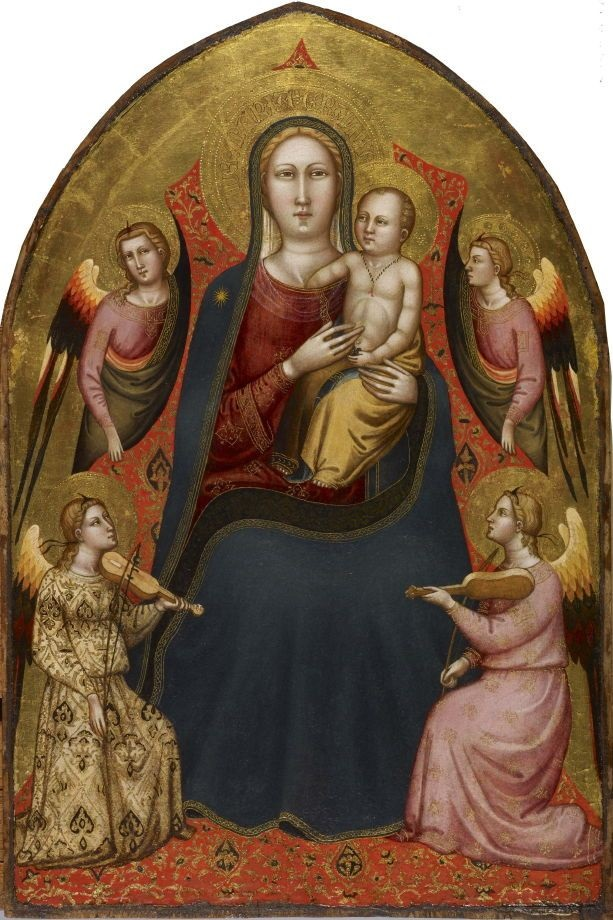
Madonna col Bambino e angeli, Fine Arts Museums of San Francisco

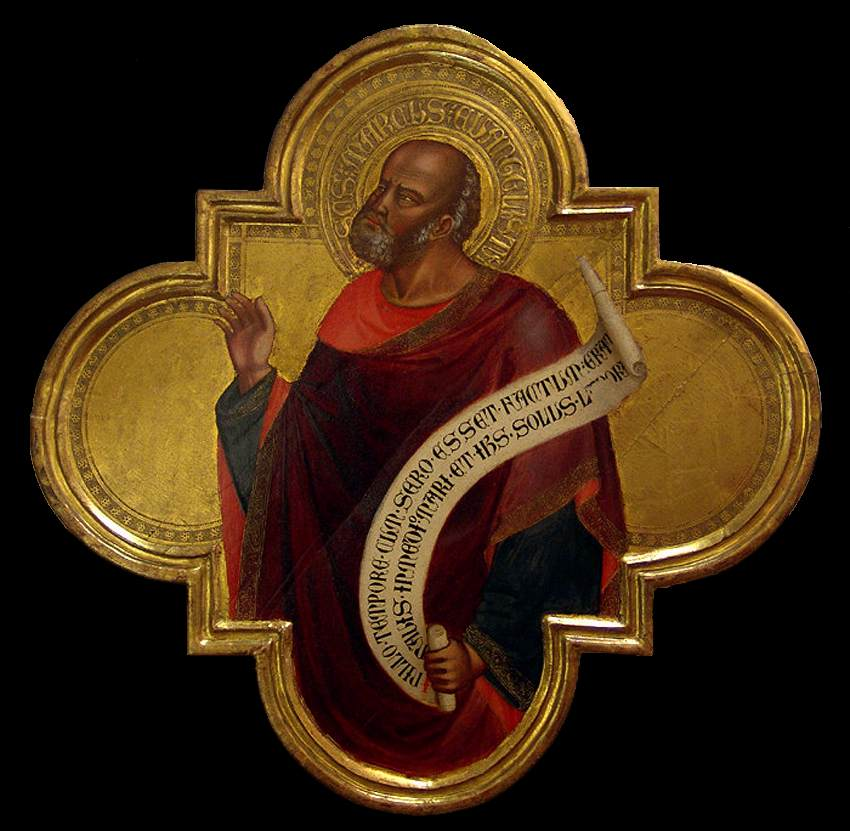
San Marco Evangelista, Dommuseum von Florenz

- Colle di Val d’Elsa, Museo Civico e Diocesano d’Arte Sacra: Madonna con Bambino e Santi, Crocifissione di Cristo (stammt aus der Kirche Chiesa di San Giusto a Villore (Poggibonsi))[3]
- Empoli, Museo della Collegiata di Sant’Andrea:[3]
  - Crocifissione di Cristo (Tafelgemälde, 1399 entstanden, stammt aus der Compagnia della Croce, auch Vesta Nera genannt, der Kirche Santo Stefano in Empoli)[2]
  - Madonna con Bambino e Santi, Crocifissione di Cristo, Santi, Episodi della vita di San Martino, Sant’Andrea, Sant’Agata e San Giovanni Battista (Triptychon, Tafelgemälde)
  - San Tommaso riceve la cintura dalla Madonna assunta
- Fiesole, Museo Bandini: San Giacomo Maggiore e San Nicola di Bari (Teilstücke eines Flügelaltars,[3] um 1380 entstanden[2])
- Florenz, Accademia di Belle Arti, Galleria dell’Accademia:[3]
  - Madonna con Bambino (Fresko)
  - San Giuliano l’Ospedaliere e San Zanobi (Teilstücke eines Flügelaltars)
  - San Martino dona parte del mantello al povero (Predella auf Holz)
- Florenz, Chiesa di Sant’Ambrogio: Madonna con bambino e Santi
- Florenz, Kathedrale von Florenz, Sakristei (alle 1398 entstanden)[2]
  - San Giovanni Evangelista (Tafelgemälde)
  - San Marco Evangelista (Tafelgemälde)
  - San Matteo Evangelista (Tafelgemälde)
- Florenz, Orsanmichele: San Martino in trono e due angeli (Altarretabel, das später in der Kirche Chiesa di San Niccolò a Ferraglia (Gemeinde Vaglia) ausgestellt wurde und sich heute in der Galleria dell’Accademia befindet)[1]
- Florenz, Uffizien, Gabinetto dei disegni e delle stampe: Cristo in gloria che consegna le chiavi a San Pietro alla presenza di San Paolo (Zeichnung, ca. 1380/85 entstanden)[2]
- Loro Ciuffenna, Chiesa di Santa Maria Assunta: Madonna con Bambino tra angeli e Santi, Incoronazione di Maria Vergine, Evangelisti (Tafelgemälde)[3]
- Pisa, Museo Nazionale di San Matteo:[3]
  - Sant’Antonio Abate, San Ludovico di Tolosa e San Lorenzo (Tafelgemälde)
  - San Francesco d’Assisi, San Michele Arcangelo, Santa Caterina d’Alessandria (Tafelgemälde)
- Rom, Museo di Palazzo Venezia:[3]
  - Madonna con Bambino e Santi
  - Madonna con Bambino tra Angeli e Santi
- Rom, Vatikanische Museen: Matrimonio mistico di Santa Caterina d’Alessandria (Tafelgemälde, 43,5 × 25,4 cm)[3]
- San Francisco, Fine Arts Museums of San Francisco: Madonna col Bambino e angeli (Tafelgemälde, 81,3 × 54,3 cm)[4]